# No Quarter: Jimmy Page and Robert Plant Unledded
| Críticas profissionais | Críticas profissionais |
| Avaliações da crítica  | Avaliações da crítica  |
| Fonte                  | Avaliação              |
| ---------------------- | ---------------------- |
| Allmusic               | [ 1 ]                  |

No Quarter é um álbum ao vivo da dupla Jimmy Page e Robert Plant, ambos membros da antiga banda britânica de rock Led Zeppelin. Foi lançado pela Atlantic Records em 14 de outubro de 1994. O reencontro tão esperado entre Jimmy Page e Robert Plant ocorreu em um projeto "Unledded" de 90 minutos da MTV, gravado no Marrocos, País de Gales e Londres, que foi muito bem classificado na rede de televisão. Não foi uma reunião do Led Zeppelin, no entanto, como o ex-baixista e tecladista John Paul Jones não estava presente. Na verdade, Jones não foi sequer falado sobre o reencontro com seus ex-companheiros de banda. Mais tarde, ele comentou que estava descontente com Plant e Page nomearem o álbum como "No Quarter", uma canção do Led Zeppelin, que foi em grande parte o seu trabalho.
Além de números acústicas, o álbum apresenta uma releitura de clássicos do Led Zeppelin, junto com quatro canções marroquinas de influência do Oriente Médio: "City Don't Cry", "Yallah" (ou "The Truth Explodes"), "Wonderful One", e "Wah Wah".
O álbum ficou na 4ª posição em sua estreia no gráfico Pop Albums da Billboard.
Vários anos depois, Plant refletiu sobre a colaboração muito positiva:
A vontade e o entusiasmo com Unledded eram fantásticos e [Page] foi muito criativo. Jimmy e eu fomos em um quarto e ele estava de volta. Seus riffs foram espetaculares. Para levá-lo, tanto quanto nós, e da turnê que fizemos – é uma das experiências mais ambiciosas e que alteram a mente.

## Faixas do CD
Todas as músicas são de Jimmy Page e Robert Plant, exceto onde indicado.

### Versão original
Inicialmente, o álbum foi lançado nos Estados Unidos, com as seguintes faixas:
1. "Nobody's Fault but Mine" – 4:06
2. "Thank You" – 5:47
3. "No Quarter" (John Paul Jones/Page/Plant) – 3:45
4. "Friends" – 4:37
5. "Yallah" – 4:59
6. "City Don't Cry" – 6:08
7. "Since I've Been Loving You" (Jones/Page/Plant) – 7:29
8. "The Battle of Evermore" – 6:41
9. "Wonderful One" – 4:57
10. "That's the Way" – 5:35
11. "Gallows Pole" (Traditional arr. Page/Plant) – 4:09
12. "Four Sticks" – 4:52
13. "Kashmir" (Page/Plant/John Bonham) – 12:27

### Reedição de 2004
Para o décimo aniversário, o álbum foi relançado com uma capa diferente e as seguintes faixas:
1. "Nobody's Fault but Mine" – 3:57
2. "No Quarter" (Jones/Page/Plant) – 3:47
3. "Friends" – 4:35
4. "The Truth Explodes" (anteriormente conhecida como "Yallah") (Page/Plant) – 4:42
5. "The Rain Song" – 7:29
6. "City Don't Cry" [Edição] – 3:15
7. "Since I've Been Loving You" (Jones/Page/Plant) – 7:28
8. "The Battle of Evermore" – 6:40
9. "Wonderful One" [Edit] – 3:23
10. "Wah Wah" – 5:24
11. "That's the Way" – 5:37
12. "Gallows Pole" (Traditional arr. Page/Plant) – 4:17
13. "Four Sticks" – 4:57
14. "Kashmir" (Page/Plant/Bonham) – 12:36

## Lançamento em DVD
O décimo aniversário da gravação dos concertos Unledded foi comemorado por um lançamento em DVD de músicas adicionais, uma entrevista de bônus, uma montagem de imagens do Marrocos, a performance da banda de "Black Dog" para Dick Clark da American Music Awards e o vídeo para a música "Most High" do álbum Walking into Clarksdale. As canções incluídas no lançamento em DVD não incluídas em qualquer lançamento do CD foram "What Is and What Should Never Be" e "When the Levee Breaks". Para compensar a ausência do lançamento em DVD do Live Aid, Page e Plant doaram uma parcela de seus rendimentos para o Band Aid Trust.

### Faixas do DVD
1. "No Quarter" (Jones/Page/Plant)
2. "Thank You"
3. "What Is and What Should Never Be"
4. "The Battle of Evermore"
5. "Gallows Pole" (Traditional arr. Page/Plant)
6. "Nobody's Fault but Mine"
7. "City Don't Cry"
8. "The Truth Explodes" (anteriormente conhecida como "Yallah") (Page/Plant)
9. "Wah Wah"
10. "When the Levee Breaks"
11. "Wonderful One"
12. "Since I've Been Loving You" (Jones/Page/Plant)
13. "The Rain Song"
14. "That's the Way"
15. "Four Sticks"
16. "Friends"
17. "Kashmir" (Page/Plant/Bonham)

Faixas bônus
- "Black Dog" (realizado no ABC American Music Awards)
- Montagem marroquina
- "Most High" music video
- Entrevista

## Reconhecimento
| Publicação   | País        | Reconhecimento             | Ano  | Posição |
| ------------ | ----------- | -------------------------- | ---- | ------- |
| Metal Hammer | Reino Unido | Metal Hammer Albums of '94 | 1994 | 14      |
| Mojo         | Reino Unido | The 25 Best Albums of 1994 | 1994 | 11      |
| Raw          | Reino Unido | Raw Albums of the Year     | 1994 | 14      |
| Mojo         | Reino Unido | Mojo 100 Modern Classics   | 2001 | 42      |

## Créditos
- Jimmy Page: Guitarras, bandolim e vocais
- Robert Plant: Vocais
- Charlie Jones: Baixo, percussão
- Michael Lee: Bateria, percussão
- Ed Shearmur: Teclados, órgão, piano
- Porl Thompson: Guitarras, banjo
- Nigel Eaton: Viela de roda.
- Jim Sutherland: Bandolim, bodhrán
- Waeil Abu Bakr: Violino - solista
- Abdel Salam Kheir: Oud
- Ibrahim Abdel Khaliq: Percussão
- Hossam Ramzy: percussão
- Farouk El Safi: Daf, bendir.
- Najma Akhtar: Vocais de apoio
- Bashir Abdel Aal: Nay
- Amin Abdelazeem: Instrumentos de corda
- Ian Humphries: Violino
- David Juritz: Violino
- Elizabeth Layton: Violino
- Pauline Lowbury: Violino
- Rita Manning: Violino
- Mark Berrow: Violino
- Ed Coxon: Violino
- Harriet Davies: Violino
- Rosemary Furness: Violino
- Perry Montague-Mason: Violino
- David Ogden : Violino
- Janet Atkins: Violino
- Andrew Brown: Violino
- Rusen Gunes: Violino
- Bill Hawkes: Violino
- Caroline Dale: Cello
- Ben Chappell: Cello
- Cathy Giles: Cello
- Stephen Milne: Cello
- Sandy Lawson: Didjeridu
- Storme Watson: Didjeridu